# Absam
Absam es un pueblo situado aproximadamente a 13 km al este de Innsbruck, Austria. El pueblo tiene una población estimada de 7300 habitantes (2021). La superficie de Absam es de unos 52 km². Fue fundada como un lugar de peregrinación en el año 995. Se encuentra a 632 m sobre el nivel del mar. Es posible llegar a Absam usando las líneas de autobuses D y E desde Innsbruck. Sus pueblos vecinos son Thaur, Hall in Tirol, Mils, Innsbruck, Scharnitz, Gnadenwald, Vomp y Fritzens.

## Iglesia de Absam
El 24 de junio de 2000, la iglesia de Absam fue reclasificada como basílica, a pesar de que no hubo ninguna petición de modificación por parte de la comunidad de la iglesia